# Sailly (Haute-Marne)
Sailly település Franciaországban, Haute-Marne megyében. Lakosainak száma 33 fő (2022. január 1.). Sailly Aingoulaincourt, Échenay, Montreuil-sur-Thonnance, Noncourt-sur-le-Rongeant, Poissons és Thonnance-les-Moulins községekkel határos.

## Népesség
A település népessége az elmúlt években az alábbi módon változott:
| Lakosok száma | 68   | 60   | 58   | 48   | 37   | 35   | 33   | 33   | 33   | 33   |
|               | 1968 | 1982 | 1990 | 2006 | 2013 | 2015 | 2017 | 2019 | 2020 | 2022 |